# Osuna (stacja kolejowa)
Osuna – stacja kolejowa w Osunie, we wspólnocie autonomicznej Andaluzja, w prowincji Sewilla, w Hiszpanii. Stacja położona jest na linii kolejowej Sewilla – Málaga i Almería. Znajdują się tu 2 perony. W przyszłości wybudowana ma zostać linia Transversal w celu dostosowania jej do obsługi pociągów dużej prędkości.

## Połączenia
- Almería
- Málaga
- Sevilla Santa Justa